# Willys de Castro

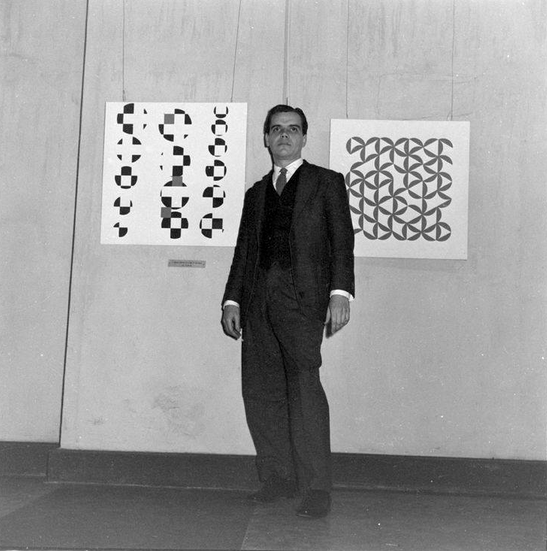
Willys de Castro no Salão de Arte Moderna de 1957.

Willys de Castro (Uberlândia, 16 de fevereiro de 1926 – São Paulo, 5 de junho de 1988) foi um artista brasileiro, expoente do movimento neoconcreto. Trabalhou com pintura, desenho, gravação, cenografia, figurinos e trabalhos gráficos. 
Willys trabalhava sua linguagem visual relacionando cor, forma, espaço e tempo. Em sua obra destaca-se historicamente a coleção 'Objetos Ativos', realizada no começo da década de 1960 e que unia a cor da pintura ao relevo da escultura. São peças de madeira exibindo pinturas geométricas em três de suas quatro arestas, prendendo-se a quarta aresta à parede, de maneira que o espectador não consegue abranger num único olhar a extensão do trabalho.

## Biografia
Aos quinze anos, em 1941,  muda-se para a cidade de São Paulo, onde inicia seus estudos em desenho com André Fort. De 1944 a 1945 trabalha como desenhista técnico; em 1948 forma-se em Química. 
Em 1950 inicia um estágio no campo das artes gráficas e pinta suas primeiras obras abstratas-geométricas, que traz seu interesse - em 1953 - nas obras construtivistas russas, se inspirando em artistas como Tatlin e Kandinsky; também no De Stijl holandês de Doesburg e Mondrian; e no supermatismo de Malevich.
Une-se com o artista Hércules Barsotti em 1954 e funda um estúdio de projetos gráficos. Participa do movimento Ars Nova e escreve uma série de poemas concreto-visuais apresentados no Teatro Brasileiro de Comédia. Se interessa pelo teatro e co-funda a revista Teatro Brasileiro em 1955. Começa a trabalhar em cenários, figurinos e peças para o Teatro de Arena e para o Teatro Cultura Artística e em 1957 recebe um prêmio da Associação Paulista de Críticos Teatrais.
Em 1959 une-se ao grupo Neoconcreto do Rio de Janeiro, junto de Hércules Barsotti, Ferreira Gullar, Franz Weissmann, Lygia Clark, etc.
De 1959 a 1962 trabalha em sua coleção "Objetos Ativos", explorando o espaço como elemento plástico. Ainda nos anos 60, integra o Conselho Artístico da Galeria de Artes das Folhas e a Association Internationale des Arts Plastiques da Unesco, em Paris. Co-funda a Associação Brasileira de Desenho Industrial - ABDI - e o Grupo Novas Tendências. De 1966 a 1967, desenha estampas para tecidos voltados a produção industrial. 
Na década de 1980, inicia uma pesquisa com efeitos artísticos sobre a cor e movimento da madeira, metal, inox e outros materiais, a qual chama de Pluriobjetos, lançada no ano de sua morte.
Willys morre em 1988, aos 62 anos na cidade de São Paulo, deixando um grande legado na arte moderna brasileira.

## Exposições e acervos
Esteve presente nos seguintes eventos:
- Mostras de arte neoconcreta realizadas em Salvador, Rio de Janeiro e São Paulo de 1959 a 1961.
- Exposição Internacional de Arte Concreta, em (Zurich, 1960)
- II Bienal de Paris em 1961, Brazilian Art Today (Londres, 1965).
- Projeto Construtivo Brasileiro em Arte (São Paulo e Rio de Janeiro, 1977).
- Tradição e Ruptura (São Paulo, 1984).
- Bienal, Brasil Século XX (São Paulo, 1994).
- Arte Construtiva no Brasil (São Paulo, 1998).

Suas obras fazem parte do acervo do Museu de Arte Contemporânea da Universidade de São Paulo - MAC,  e do Museu de Arte Moderna de São Paulo - MASP, mas a grande parte delas está nas mãos de uma empresa privada, o 'Gabinete de Arte Raquel Arnaud' que pertence à Presidente do Instituto de Arte Contemporânea.